# Aquilino Padrón
Aquilino Padrón fue un sacerdote y arqueólogo español de la segunda mitad del siglo XIX.
Hacia el año 1870 era beneficiado de la Catedral de Las Palmas (Gran Canaria) y en aquel archipiélago llevó a cabo interesantes descubrimientos arqueológicos, especialmente en el lugar llamado de Los Letreros (isla de Hierro) que parece haber sido habitado antiguamente por una de las tribus aborígenes. Visitó muchas grutas sepulcrales, encontrando en ellas caracteres grabados en las rocas volcánicas y sacó copia de ellos, que envió a diferentes sociedades científicas.
Descubrió también algunos menhires y ruinas y varios esqueletos humanos, así como restos alimenticios fósiles. Posteriormente, el alemán Fritsch, que ya había hecho exploraciones en las Canarias y el francés Berthelot, visitaron los lugares designados por Padrón, comprobando todas sus observaciones e incluyeron las inscripciones de referencia en el grupo de la escritura líbico-púnica, siendo sensible que no hayan podido ser descrifadas porque hubieran arrojado mucha luz sobre los primitivos pobladores de Canarias. De todos modos, dichos caracteres son muy semejantes a los que hallaron Simonin en las inmediaciones de los lagos superiores de la América septentrional y el general Faidherbe en Marruecos, en el país de los Tuareg.
De las exploraciones de Padrón se ocuparon extensamente el Bulletin de la Sociedad Geográfica de Francia (febrero de 1875) y el de la de Madrid (septiembre de 1876)